# Bec-en-Fer

Bec-en-Fer est une série de bandes dessinées animalière et humoristique, créée en 1961 par Jean-Louis Pesch et Henriette Robitaillie.
Apparu d'abord dans Pèlerin, Bec-en-Fer est édité en albums dès 1980. La série comprend sept albums et un hors-série réalisé en collaboration avec Jean-Loïc Bélom.
Longtemps introuvable et très recherchée, la collection renaît en 2012, grâce aux éditions l'àpart.
On suit les aventures du baron d'Anyo dans la province du Maine pendant les événements de la guerre de Cent Ans, notamment la guerre civile entre Armagnacs et Bourguignons. Les personnages sont représentés sous forme d'oiseaux, d'où le titre de la série.

## Histoire
Bec-en-Fer, surnom du baron d'Anyo, est l'unique héritier du comte Phildor. Il fait des pieds et des mains pour contrecarrer les projets de mariage de ce dernier avec demoiselle Bryndhélène, fille d'un puissant seigneur. Les machinations de Bec-en-Fer, le « chevalier d’enfer », ont pour cadre le Moyen Âge, plus précisément l'année 1412, sous le règne de Charles VI, dans la province du Maine. La série, humoristique et distrayante avant tout, est très documentée en ce qui concerne les évènements, les monuments, les costumes, les armes et les coutumes de chaque pays évoqué. Cette fresque emmène les personnages du Maine, où ils habitent (c’est le pays de Jean-Louis Pesch), vers d’autres contrées, du Mont-Saint-Michel à la Bourgogne en passant par Paris et le Sud-Ouest.
Jean-Louis Pesch fait une satire de ses contemporains en faisant de nombreux parallèles entre l'époque de Bec-en-Fer et la nôtre et en recourant à des anachronismes volontaires. Comme dans Astérix, certains personnages sont inspirés d'acteurs de cinéma.
S'attachant à la « petite histoire » et s'efforçant de restituer de manière réaliste la vie de tous les jours, Pesch s’appuie sur une importante documentation, et sur les conseils du médiéviste Robert Philippe, qui fut directeur de l’institut d’histoire à l’Université du Mans.
L’année 1412 fut fertile en événements, à commencer par le congrès d’Auxerre où Charles VI a tenté (vainement) de réconcilier les français divisés en deux partis, les Armagnacs et les Bourguignons, ces derniers étant alliés aux Anglais. Ce pauvre roi, qui avait une santé fragile et qui a toujours été présenté dans les écoles comme un roi fou, a connu des périodes de lucidité que l’on découvre dans la série. 
Nos héros sont du parti des Armagnacs.

## Albums parus
- Bec-en-Fer (série régulière) :

1. Le Complot de Bec-en-Fer, 1980, Fleurus.
2. Pas d'Armagnacs pour Bec-en-Fer !, 1983, Fleurus.
3. Bec-en-Fer chez les Flamands, 1985, Fleurus.
4. Bec-en-Fer à Paris, 1986, Fleurus.
5. Bec-en-Fer au Mont Saint-Michel, 1988, Lombard.
6. Bec-en-Fer chez les Bourguignons, 1989, Lombard.
7. Bec-en-Fer chez Dracula, 1995, Le Lombard.

- Bec-en-Fer (2e série), En collaboration avec Bélom, éditions P'tit Louis :

1. Moult gags diantrement désopilants, 2009.